# Gesomyrmex howardi
Gesomyrmex howardi är en myrart som beskrevs av Wheeler 1921. Gesomyrmex howardi ingår i släktet Gesomyrmex och familjen myror. Inga underarter finns listade i Catalogue of Life.

## Bildgalleri

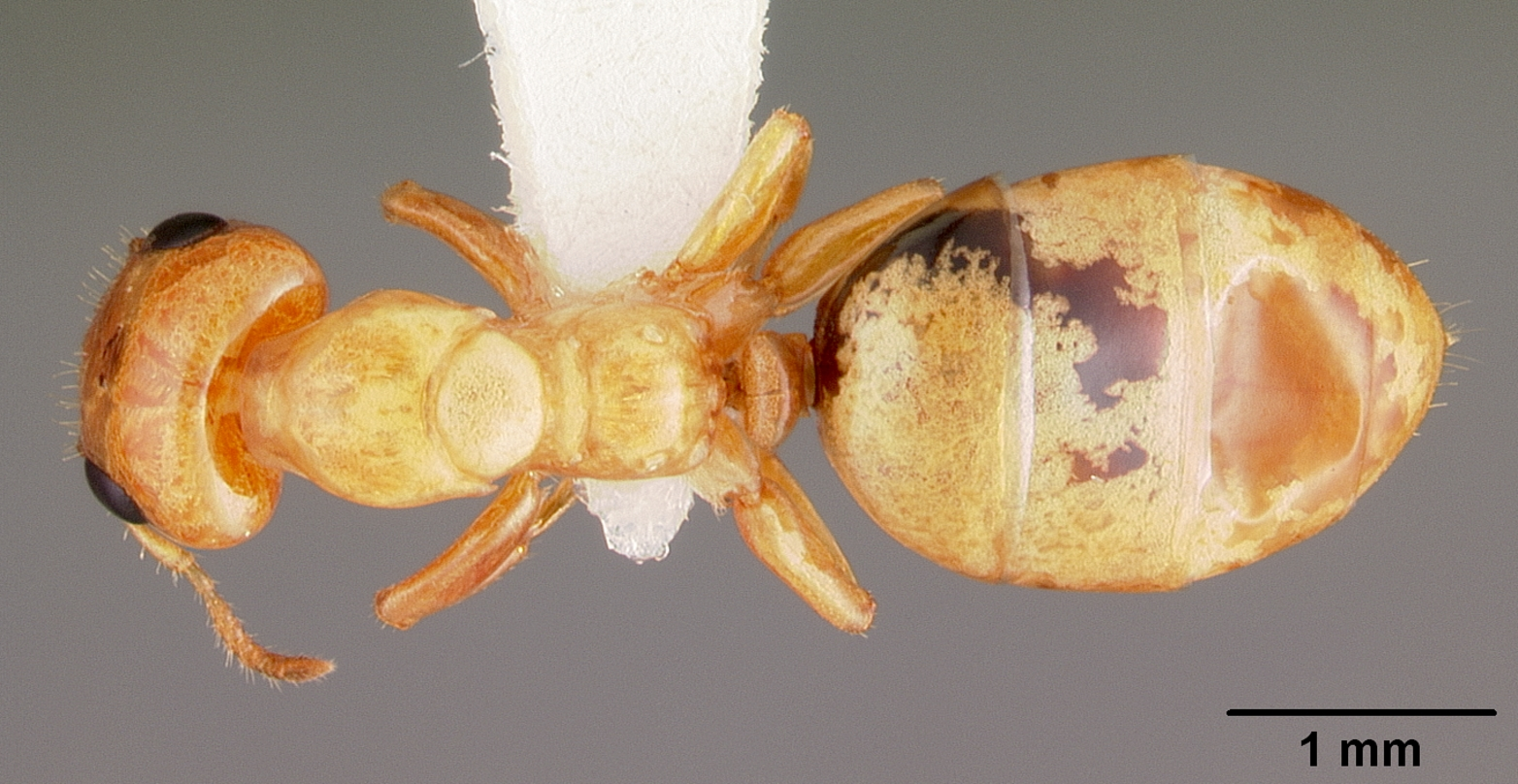
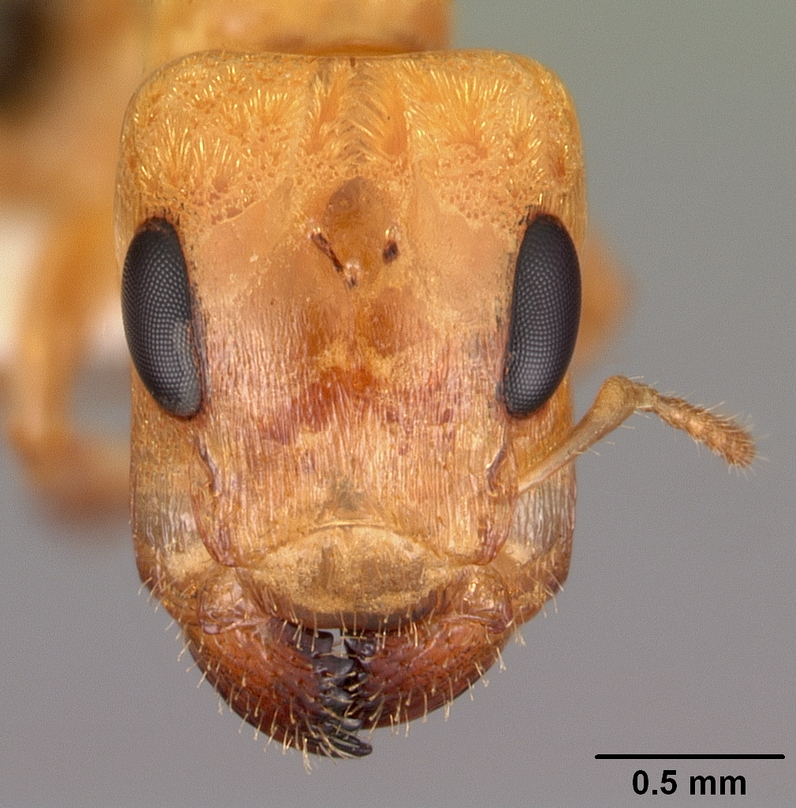
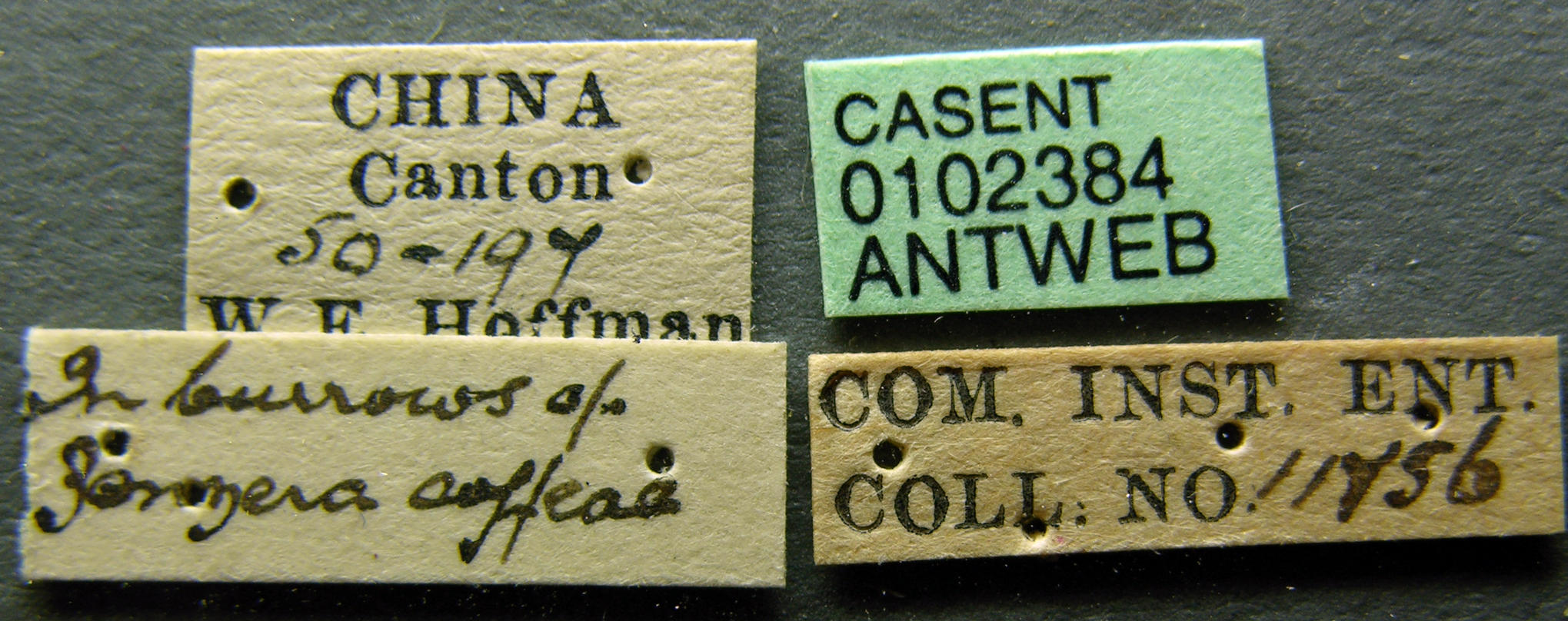
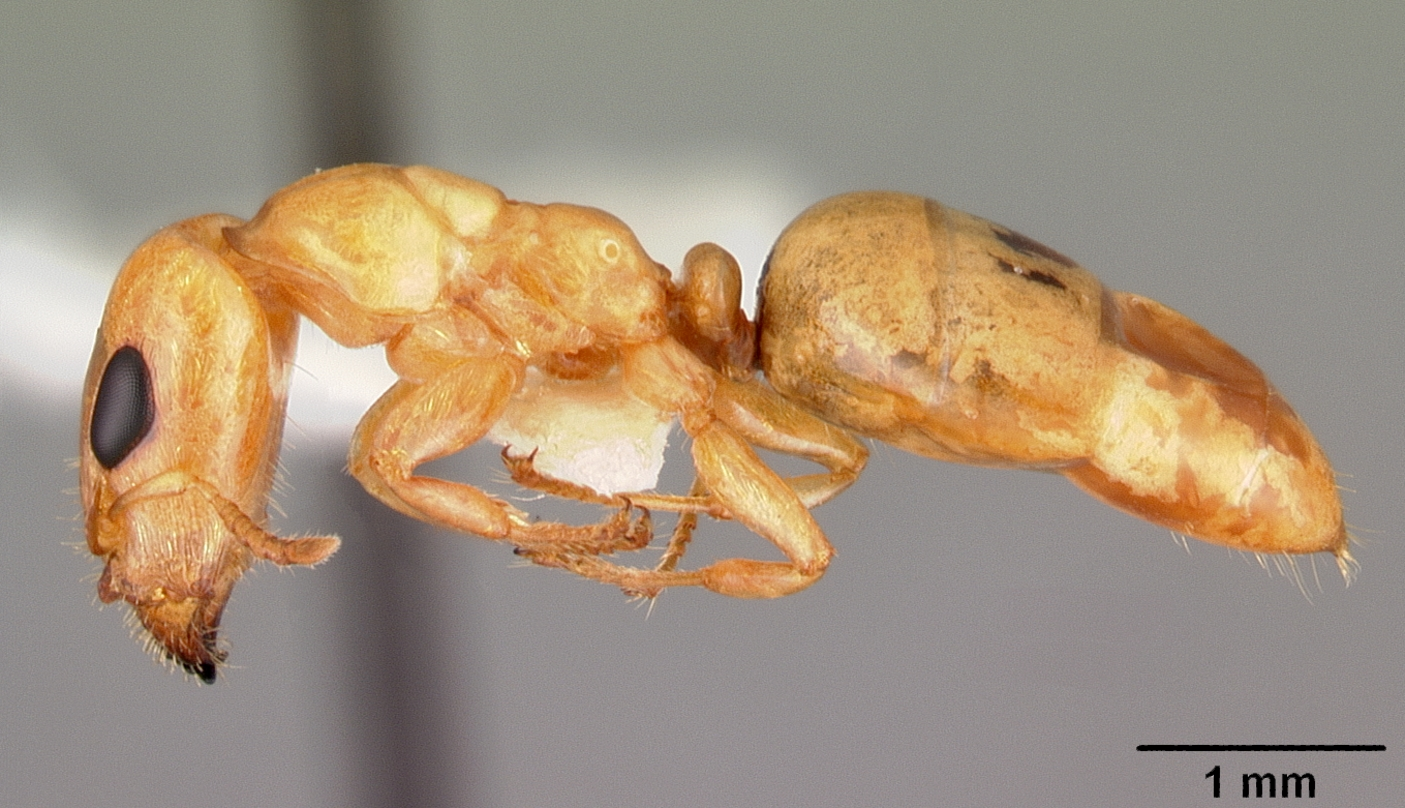